# Барыбин, Андрей Николаевич
Андрей Николаевич Барыбин (укр. Андрій Миколайович Барибін; род. 1965) — советский и украинский спортсмен-паралимпиец, Мастер спорта международного класса по пауэрлифтингу.

## Биография
Родился 4 марта 1965 года в городе Попасная Ворошиловградской (ныне Луганской) области Украинской ССР, где прошли его детство и юность.
Окончив школу, в 1982 году, Андрей начал трудовую деятельность на Попаснянском вагоноремонтном заводе. Увлёкшись спортом еще в школе, продолжил заниматься им на заводе под руководством Заслуженного тренера Украины Бориса Тагильцева. Став Мастером спорта Украины международного класса, добился многочисленных спортивных побед — был участником Паралимпийских игр в 1996 году (США, Атланта), в 2000 году (Австралия, Сидней), в 2004 году (Греция, Афины). Андрей Барыбин — призер чемпионатов мира и Европы, многократный чемпион Украины и обладатель Кубка Украины по пауэрлифтингу.
Решением исполкома городского совета от 01.09.1998 г. № 185 А. Н. Барыбину было присвоено звание «Почетный гражданин города Попасная».